# Bert Koenders
Albert Gerard (Bert) Koenders (Arnhem, 28 mei 1958) is een Nederlands voormalig politicus, diplomaat en bestuurder. Van 17 oktober 2014 tot 26 oktober 2017 was hij minister van Buitenlandse Zaken in het kabinet-Rutte II. Hij is hoogleraar vrede, recht en veiligheid aan de Universiteit Leiden (Kooijmans-leerstoel) en speciaal gezant van de Wereldbank voor Fragiliteit. Daarnaast is hij voorzitter van de Adviesraad Internationale Vraagstukken, lid van de Board of Trustees van de International Crisis Group en Commissioner van de International Commission on Missing Persons. Koenders is lid van de Partij van de Arbeid (PvdA).

## Studie
Bert Koenders studeerde tot 1983 politieke en sociale wetenschappen (internationale betrekkingen en economie) aan de Vrije Universiteit en Universiteit van Amsterdam, waarna hij de titel Master of Arts behaalde aan de Johns Hopkins University (School of Advanced International Studies) te Bologna en Washington.

## Loopbaan

### Tweede Kamer
Na zijn studie was Koenders werkzaam als beleidsmedewerker van de PvdA-Tweede Kamerfractie, was hij European director Parlementarians for Global Action, politiek adviseur van de Verenigde Naties in zuidelijk Afrika en medewerker van de Europese Commissie. In 1997 kwam hij tussentijds in de Tweede Kamer, als opvolger van de verongelukte Maarten van Traa. Koenders ontpopte zich als woordvoerder buitenlandse zaken en hield zich verder bezig met internationaal monetair en handelsbeleid. Hij was onder meer woordvoerder bij de debatten over de militaire missies in Irak en Afghanistan. Koenders was lid van de enquêtecommissie Srebrenica. Als woordvoerder buitenlandse zaken in de Tweede Kamer maakte hij zich meermaals nadrukkelijk sterk voor een parlementair onderzoek naar de Nederlandse steun aan de internationaal zeer omstreden invasie van Irak. Van 2006-2007 was Koenders President van de Parlementaire Assemblee van de NAVO, de "lange arm van de NAVO in de Tweede Kamer". In die speech wees hij op de grote betekenis van de eenheid van de lidstaten inzake de oorlog tegen Afghanistan ("Failure [...] is not an option"). Voorts gaf hij ook als continue aandachtspunten aan: de afstand tot de EU beëndigen; mogelijk nationale bedenkingen van lidstaten uit de weg ruimen omwille van de efficiency van de NAVO in die gebieden; 100% ontplooiing van de vereiste capaciteiten op straffe van het in gevaar brengen van "de operaties".
In 2007 verliet Koenders de Kamer om minister voor Ontwikkelingssamenwerking te worden.

### Minister voor Ontwikkelingssamenwerking
In februari 2007 werd Koenders Minister voor Ontwikkelingssamenwerking in het vierde kabinet-Balkenende. In 2007 kwam Bert Koenders onder vuur te liggen over de gunning van een opdracht aan het organisatiebureau BKB, geleid door zijn partijgenoten Lennart Booij en Erik van Bruggen. Het duo deed eerder een gooi naar het partijvoorzitterschap en was actief betrokken bij de PvdA-campagne voor de Tweede Kamerverkiezingen in 2006. BKB mocht voor zo'n € 750.000 het evenement Akkoord van Schokland organiseren. De opdracht werd door de minister gegund zonder een openbare aanbesteding, die voor overheidsopdrachten groter dan € 137.000 verplicht is.
In 2010 was Koenders betrokken bij de val van het kabinet Balkenende. CDA-premier Balkenende en zijn minister van buitenlandse zaken Maxime Verhagen wilden, met een officieel NAVO-verzoek in de hand, de Nederlandse bijdrage in Uruzgan verlengen. Bos en Koenders waren echter onverzettelijk en lieten het kabinet, in de nacht van 19 op 20 februari, vallen.

### Verenigde Naties

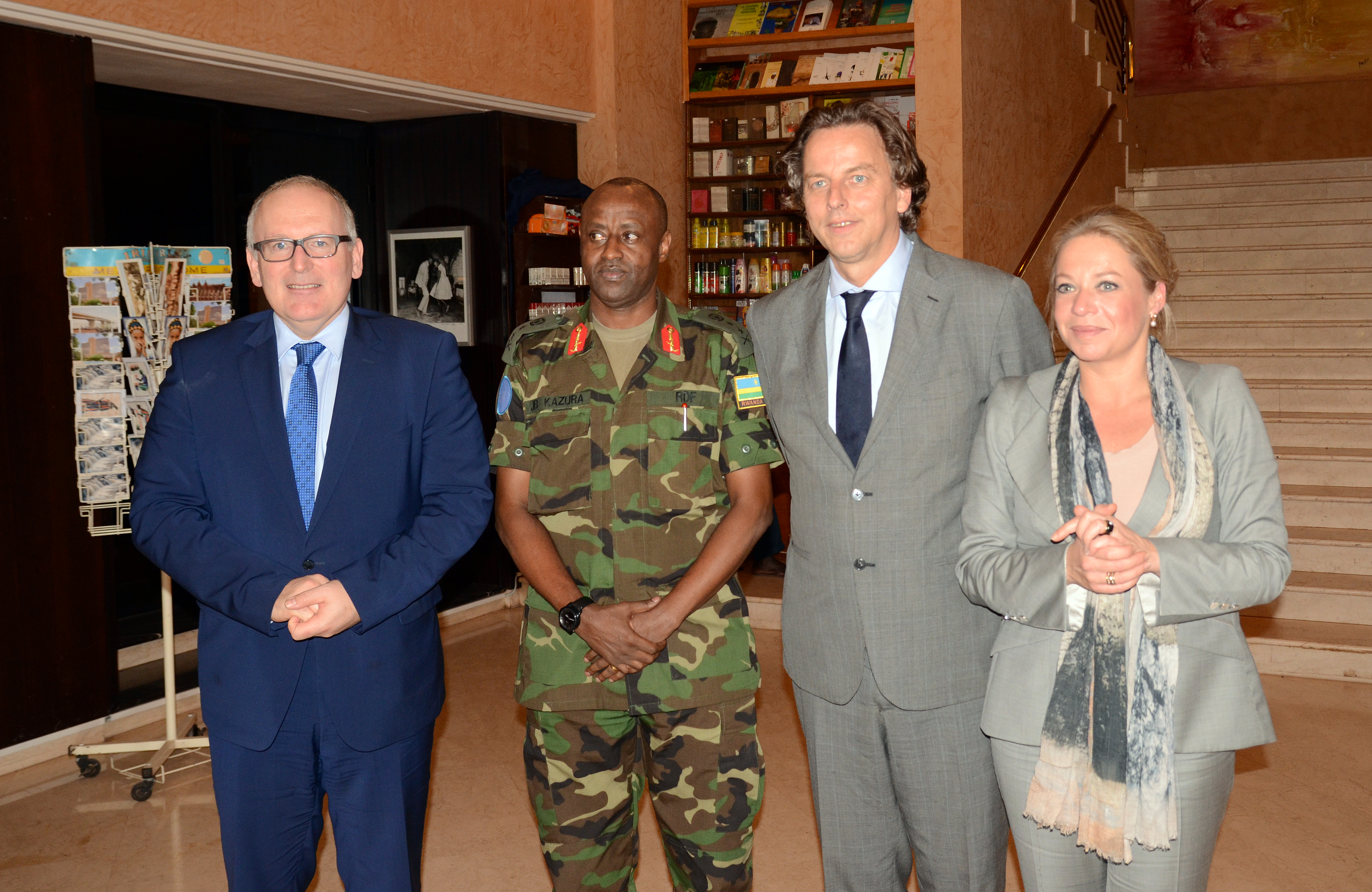
Koenders met de ministers Timmermans en Hennis-Plasschaert en generaal-majoor Kazura in Rwanda

In augustus 2011 werd Koenders speciaal vertegenwoordiger in Ivoorkust van secretaris-generaal Ban Ki-Moon van de Verenigde Naties.
Op 17 mei 2013 werd Koenders door Ban benoemd tot hoofd van de VN-vredesmacht in Mali, MINUSMA. Deze volgde per 1 juli dat jaar de internationale troepenmacht op die er als reactie op de Malinese burgeroorlog was gestationeerd.

### Minister van Buitenlandse Zaken
Op 14 oktober 2014 maakte de Rijksvoorlichtingsdienst bekend dat Koenders de beoogde opvolger was van Frans Timmermans als minister van Buitenlandse Zaken in het kabinet-Rutte II. Timmermans had het kabinet verlaten in verband met zijn benoeming tot eurocommissaris in de commissie-Juncker. Op 17 oktober 2014 werd Koenders door koning Willem-Alexander beëdigd.
Koenders gaf in september 2016 aan zich niet kandidaat te stellen voor een Tweede-Kamerzetel bij de landelijke verkiezingen van maart 2017. Wel gaf hij aan beschikbaar te zijn voor een nieuwe termijn als bewindsman. Zijn partij nam echter niet deel aan de nieuwe coalitie.

### Na de politiek
Koenders is sinds september 2019 hoogleraar vrede, recht en veiligheid aan de Universiteit Leiden en de Campus Den Haag (Kooijmans-leerstoel) en sinds 2019 speciaal gezant van de Wereldbank voor Fragiliteit. Sinds januari 2022 is hij voorzitter van de Adviesraad Internationale Vraagstukken. Daarnaast is hij lid van de Board of Trustees van de International Crisis Group (ICG) en Commissioner van de Internationale Commissie voor Vermiste Personen (ICMP). Tevens is hij voorzitter van de Foundation Max van der Stoel (FMS).